# Гарнре, Жан-Франсуа
Жан-Франсуа́ Гарнре́ (фр. Jean-François Garneray; 28 декабря 1755, Париж — 11 июня 1837, Отёй, ныне — часть Парижа) — французский художник.

## Биография
Обучался у Жака Луи Давида, с которым сдружился. В его первых самостоятельных работах чувствуется влияние Давида — это были портреты, в том числе барона Тренка, долгожителя Жан Жакоб, политика Жана Батиста Пьера Бевьера и убийцы Жана-Поля Марата Шарлотты Корде.
Вскоре Гарнре вышел из-под влияния Давида и нашёл свой собственный художественный стиль. Он принялся писать картины, на которых изображал интерьеры архитектурных памятников, а для придания полотнам большей выразительности включал в композицию одну или нескольких персон, тематически связанных с изображавшимся местом. Так, на картине «Вид на двор и не лестницу Сент-Шапель» он изобразил сценку из сатирической поэмы Никола Буало «Налой», на полотне «Вид на большую галерею дворца Фонтенбло» — Диану де Пуатье, молящую Франциска I о помиловании для её отца, а на картине «Купель в церкви Отёя» — Буало с сестрой Жана Расина, которые принесли на крещение сына садовника. Все эти картины были весьма благосклонно встречены публикой. Однако наиболее известным полотном Гарнре было «Людовик XVI на террасе Тампля», вызвавшее, однако, неудовольствие Давида.
Кроме того, Жан-Франсуа Гарнре известен как автор многочисленных портретов, включая портреты Екатерины Медичи и Луи-Филиппа, и большого количества рисунков. Он также имел множество учеников, среди которых два его сына — Амбруаз-Луи и Огюст-Симеон.

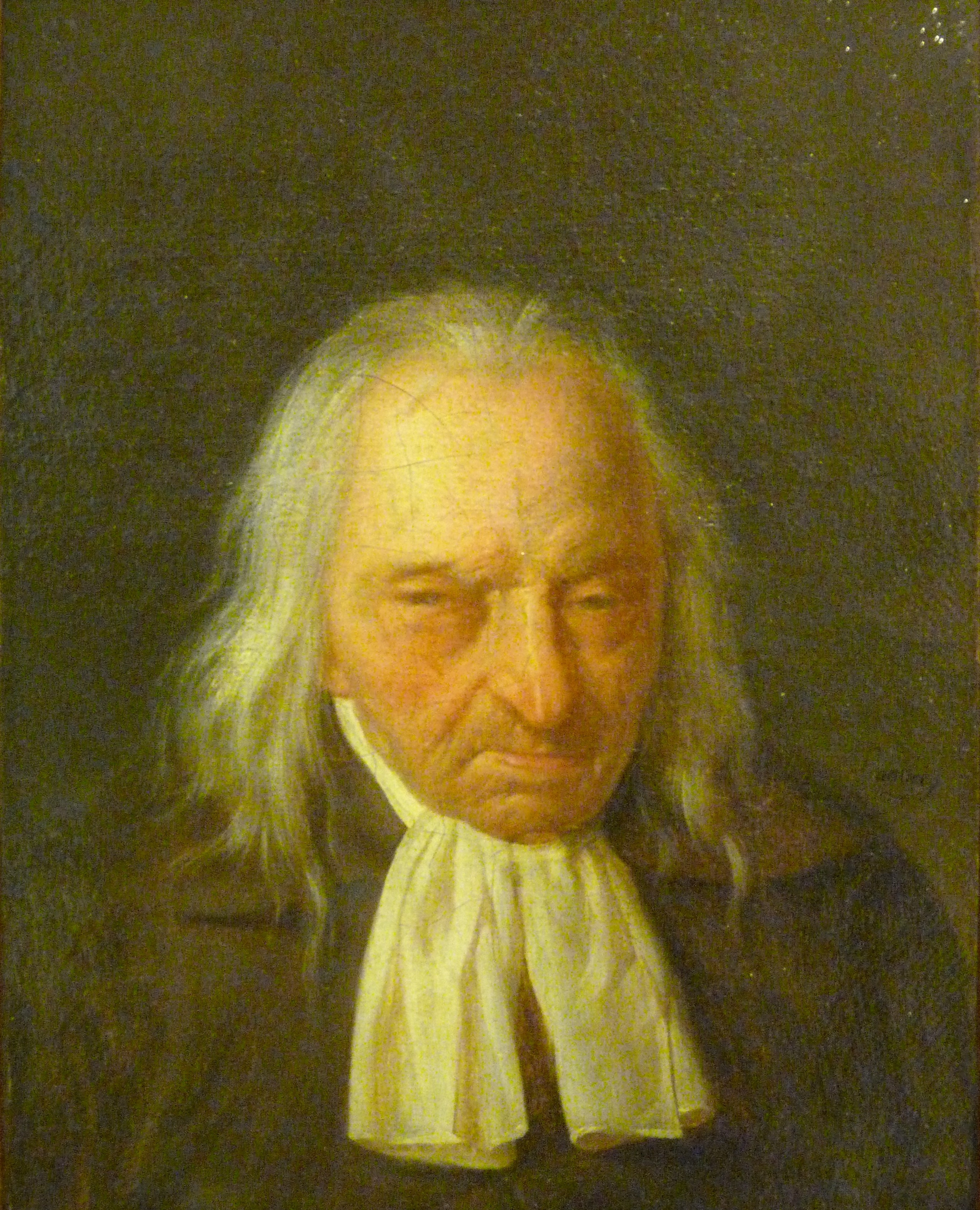
Долгожитель Жан Жакоб
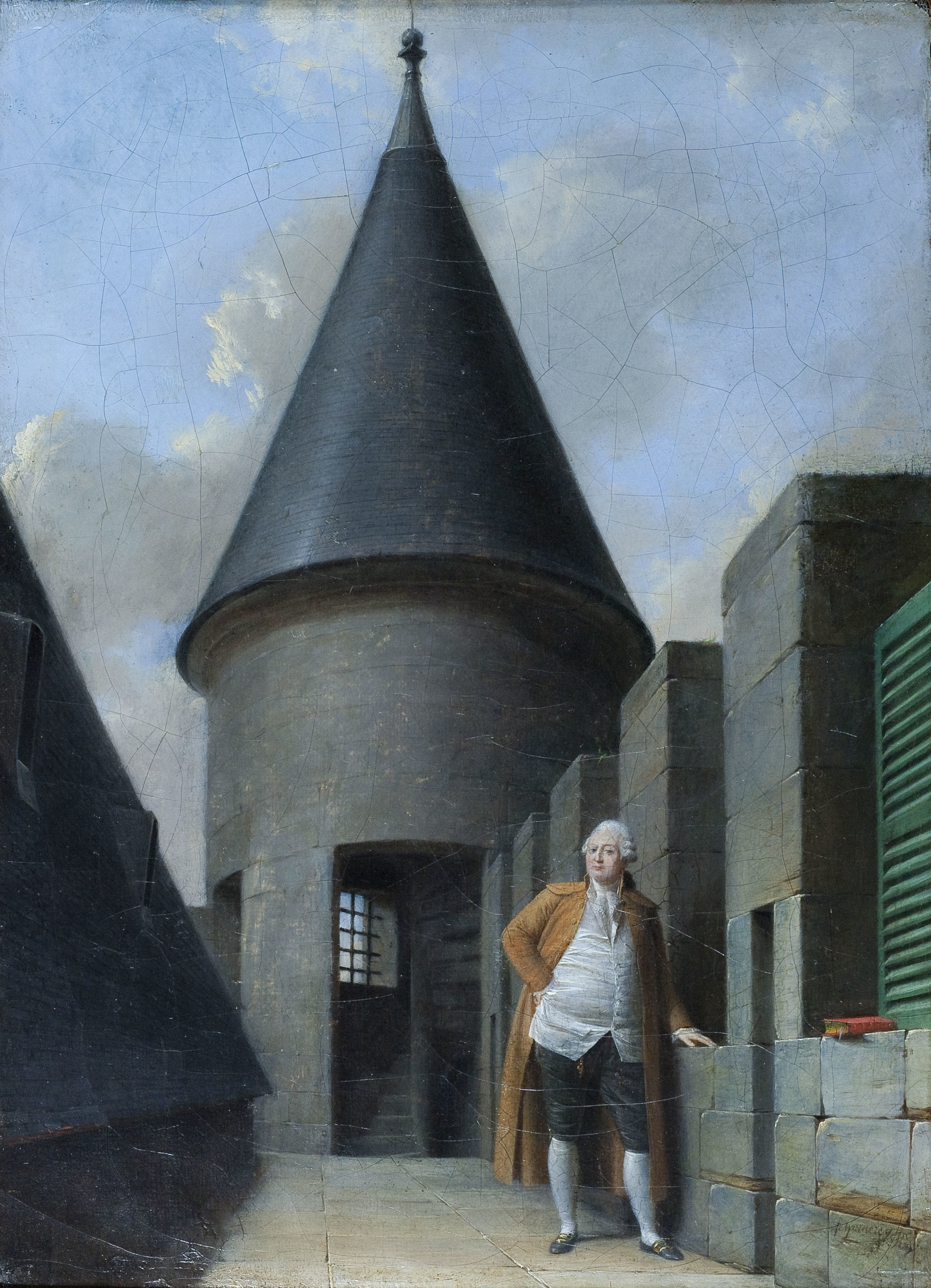
Людовик XVI на террасе Тампля
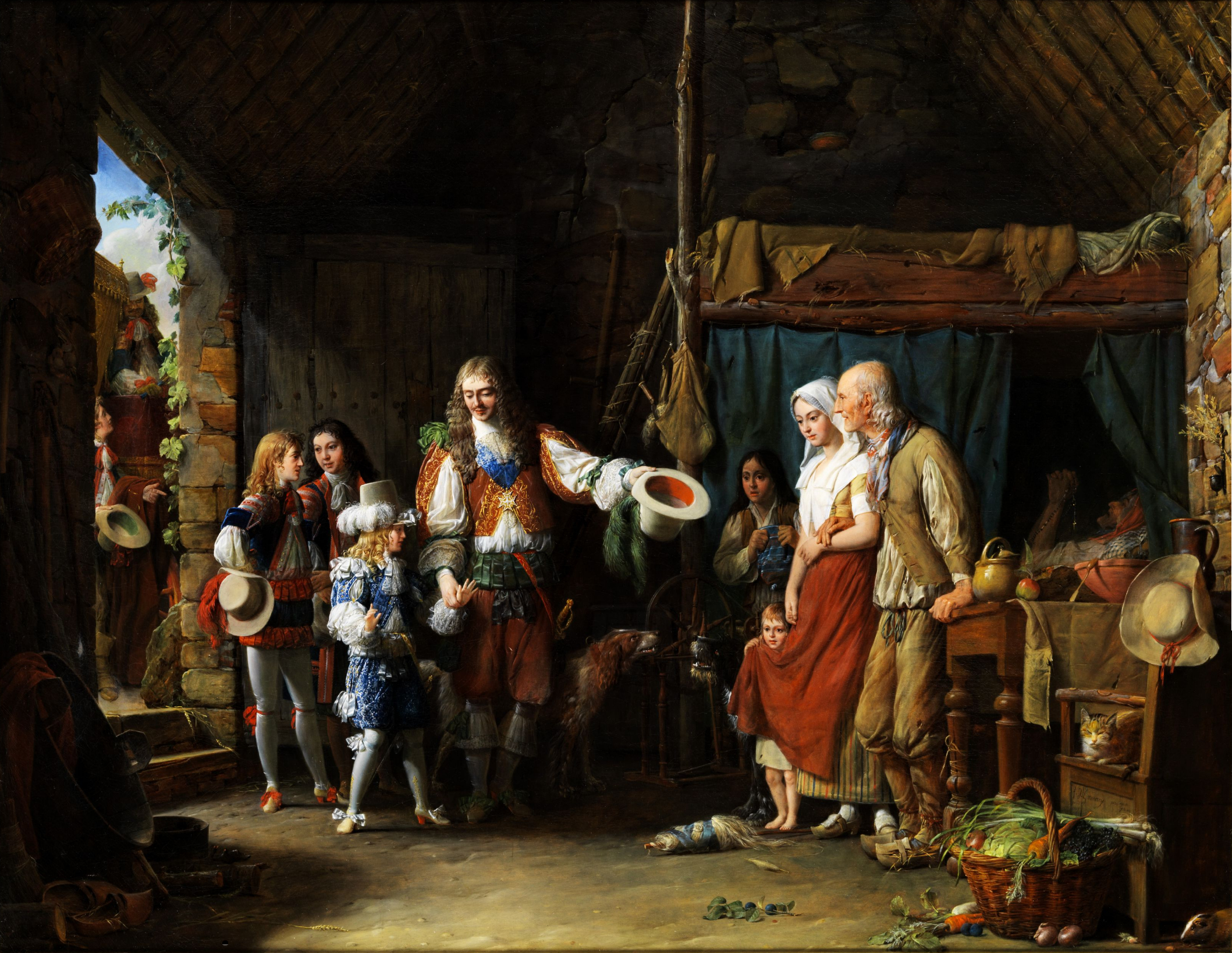
Посещение хижины дофинами в сопровождении герцога Монтозье
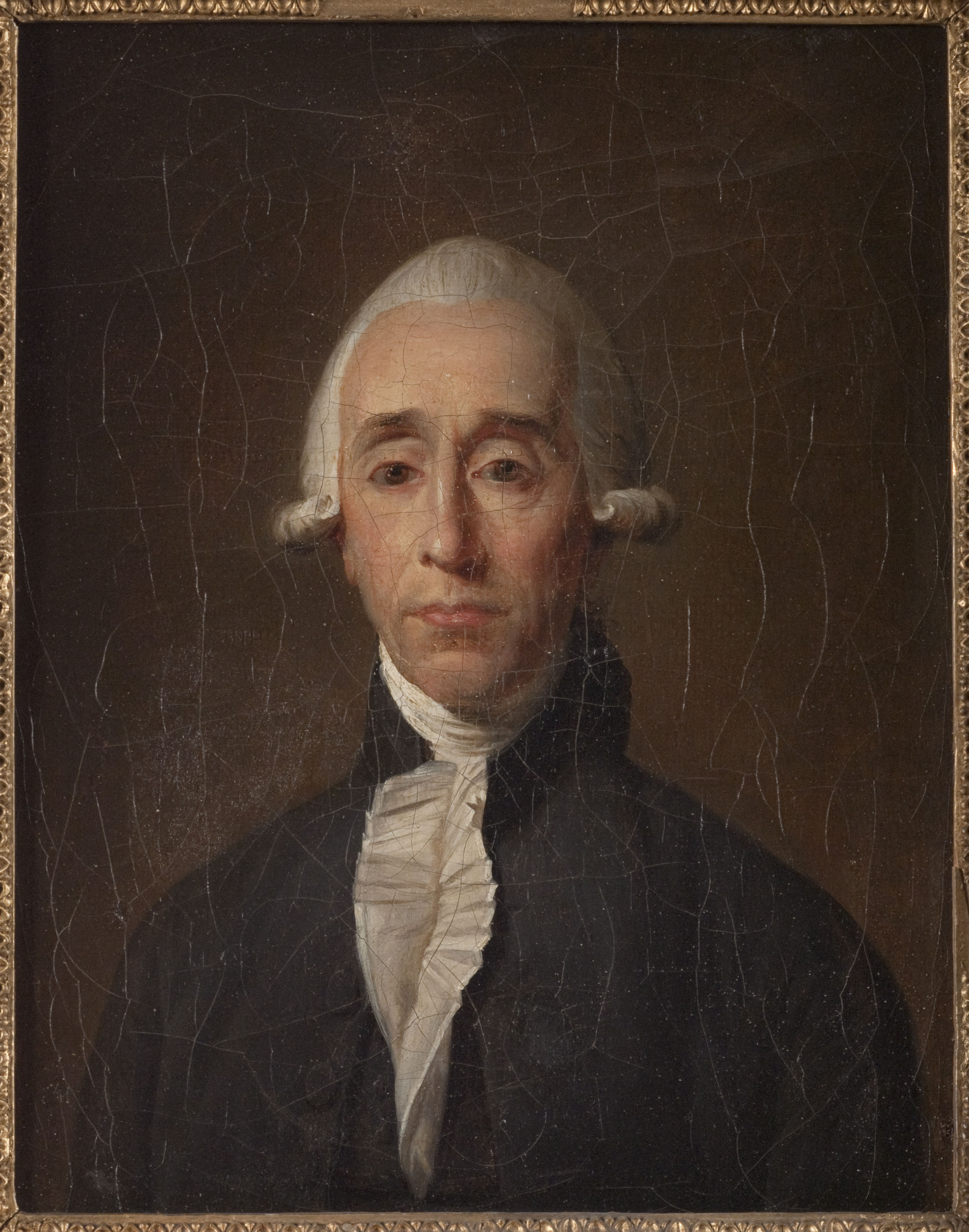
Портрет Жана Сильвена Байи, мэра Парижа
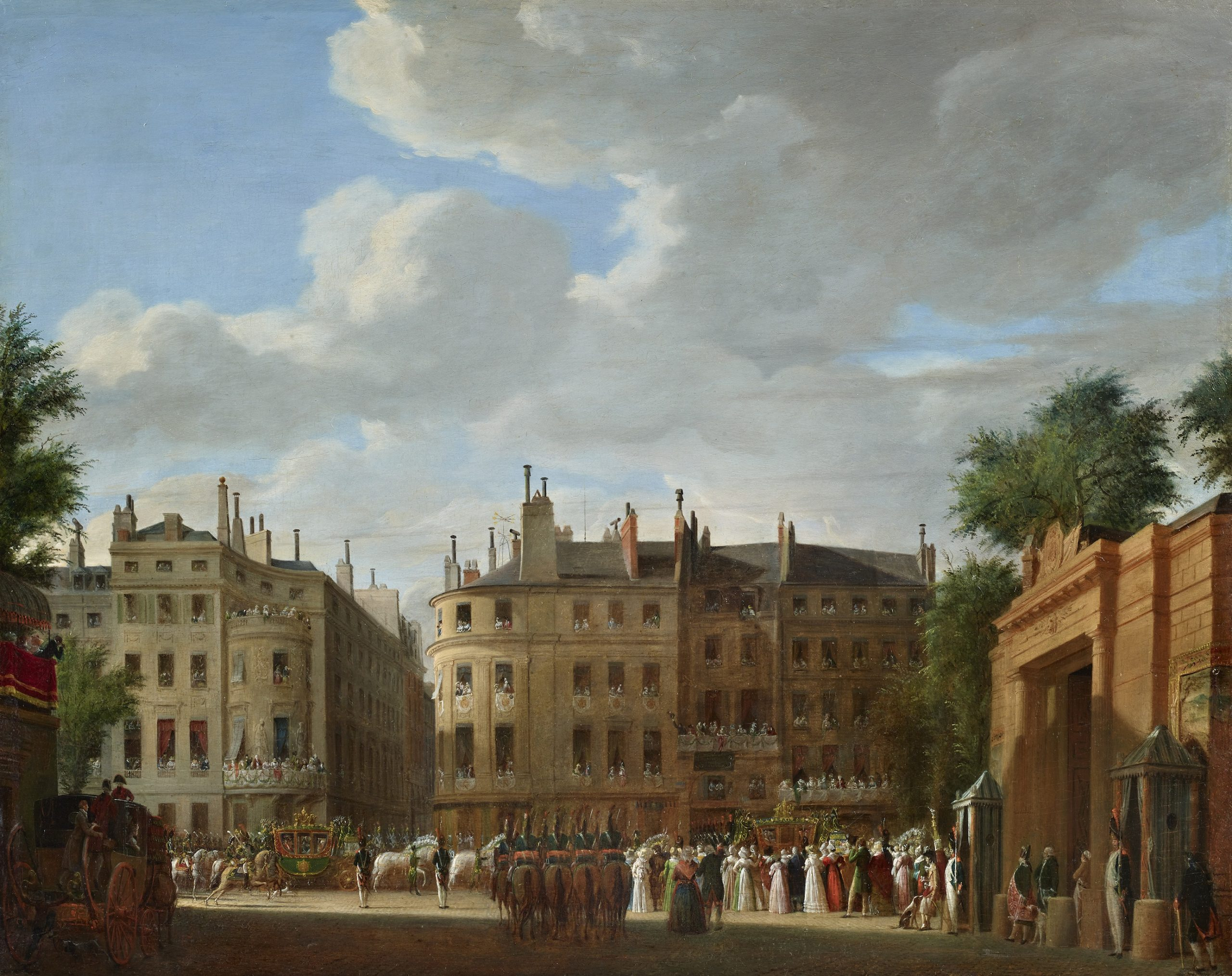
Крестильный кортеж Короля Рима